# Новак Мрдак-Мрдаковић
Новак Велимиров Мрдаковић, сјенички војвода, (1776—1852) је био четовођа и нижи војвода у српским устанцима с почетком 19. века.